# ستيفن البطل
ستيفن البطل (بالإنجليزية: Steven Universe ستيفن يونيفرس)‏ هو مسلسل رسوم متحركة من تأليف ريبيكا شوغر وإنتاج استوديوهات كرتون نتورك. بث على قناة كرتون نتورك لأول مرة في 4 نوفمبر 2013 وعرض على كرتون نتورك بالعربية في 3 أغسطس 2014

## القصة
في حياة ستيفن يونيفرس، تُعدّ حماية العالم من التهديدات الشريرة بمساعدة الكريستال جيمز جزءًا أساسيًا منها. الكريستال جيمز هنّ مجموعة من المحاربات بين المجرات، و هنّ تقريبًا مشابهون للأنثى حيث قد صرحت ريبيكا شوغر أن شخصيات الجوهرية لا يُحكم عليهم بأنهن إناث أو أنهم ذكور أي بدون جنس و لكن بأشكالهن حسب ما تم رسمهم يظهرن بأشكال أنثوية ، يستخدمن قوة أحجارهنّ الكريمة الخاصة لاستدعاء أسلحة سحرية.
يتكون الفريق من أربعة أعضاء: غارنت، أميثيست، بيرل، وستيفن. ستيفن هو صبي يبلغ من العمر 14 عامًا (كما ورد في إحدى الحلقات)، وقد ورث حجر والدته الكريم. الكريستال جيم الخاص به هو روز كوارتز. بعد ولادته، أصبح ستيفن نصف إنسان ونصف جيم، حيث تخلّت والدته روز عن شكلها المادي لتتمكن من إنجابه. يعيش ستيفن مع الكريستال جيمز، لكنه يزور والده غريغ من وقت لآخر.
يحاول ستيفن اكتشاف أسرار استخدام حجره الكريم، ويقضي أيامه في بيتش سيتي في ممارسة الأنشطة مع الكريستال جيمز، سواء بمساعدتهن على إنقاذ الكون أو بمجرد التسكّع معهن. مع تقدّم الأحداث في المسلسل، ينضم أعضاء جدد إلى فريق الكريستال جيمز، مما يشكّل تهديدًا لحكّام كوكب هوم وورلد، وهو الكوكب الذي تنتمي إليه الجيمز.

## الإعداد والملخص
تم تعيين المسلسل في مدينة شاطئ خيالية في ولاية ديلمارفا
في الساحل الشرقي الأمريكي. في بيتش سيتي، تعيش الكريستال جيمز في معبد قديم مطل على الشاطئ، يحمن الأرض من الأشرار. يظهرن أشكال مؤنثة من الأحجار الكريمة التي هن جوهر وجودهن. الكريستال جيمز الأربعة هم غارنت وأميثيست وبيرل وستيفن، نصف إنسان صغير، ولد نصف جيم الذي ورث حجره الكريم من والدته، قائدة الكريستال جيمز السابقة، روز كوارتز. كما يحاول ستيفن اكتشاف قدراته، يمضي أيامه مع والده البشري غريغ وصديقته كوني والناس الآخرين في بيتش سيتي أو الجيمز، أما ليساعدهن في إنقاذ العالم أو مجرد التسكع. يكتشف أن القدرات قد إنتقلت إليه من قبل والدته، التي تشمل الاندماج—قدرة الجيمز على دمج أجسامهم وقدراتهم إلى شكل جديد وشخصيات أكثر قوة.

## التطوير

### الفكرة والتأليف
الشخصية الحائزة، ستيفن مبنية على أخ ريبيكا شوغر الأصغر ستيفن شوغر،
الذي هو أحد فناني خلفية المسلسل.

### منفذي الأصوات
| الموسم | الموسم | الحلقات | الحلقات | البث الأصلي   | البث الأصلي   |
| الموسم | الموسم | الحلقات | الحلقات | البث الأول    | البث الأخير   |
| ------ | ------ | ------- | ------- | ------------- | ------------- |
|        | 1      | 52      | 52      | 4 نوفمبر 2013 | 12 مارس 2015  |
|        | 2      | 26      | 26      | 13 مارس 2015  | 8 يناير 2016  |
|        | 3      | 26      | 26      | 12 مايو 2016  | 10 أغسطس 2016 |
|        | 4      | 25      | 25      | 11 أغسطس 2016 | 11 مايو 2017  |
|        | 5      | 32      | 32      | 29 مايو 2017  | 21 يناير 2019 |

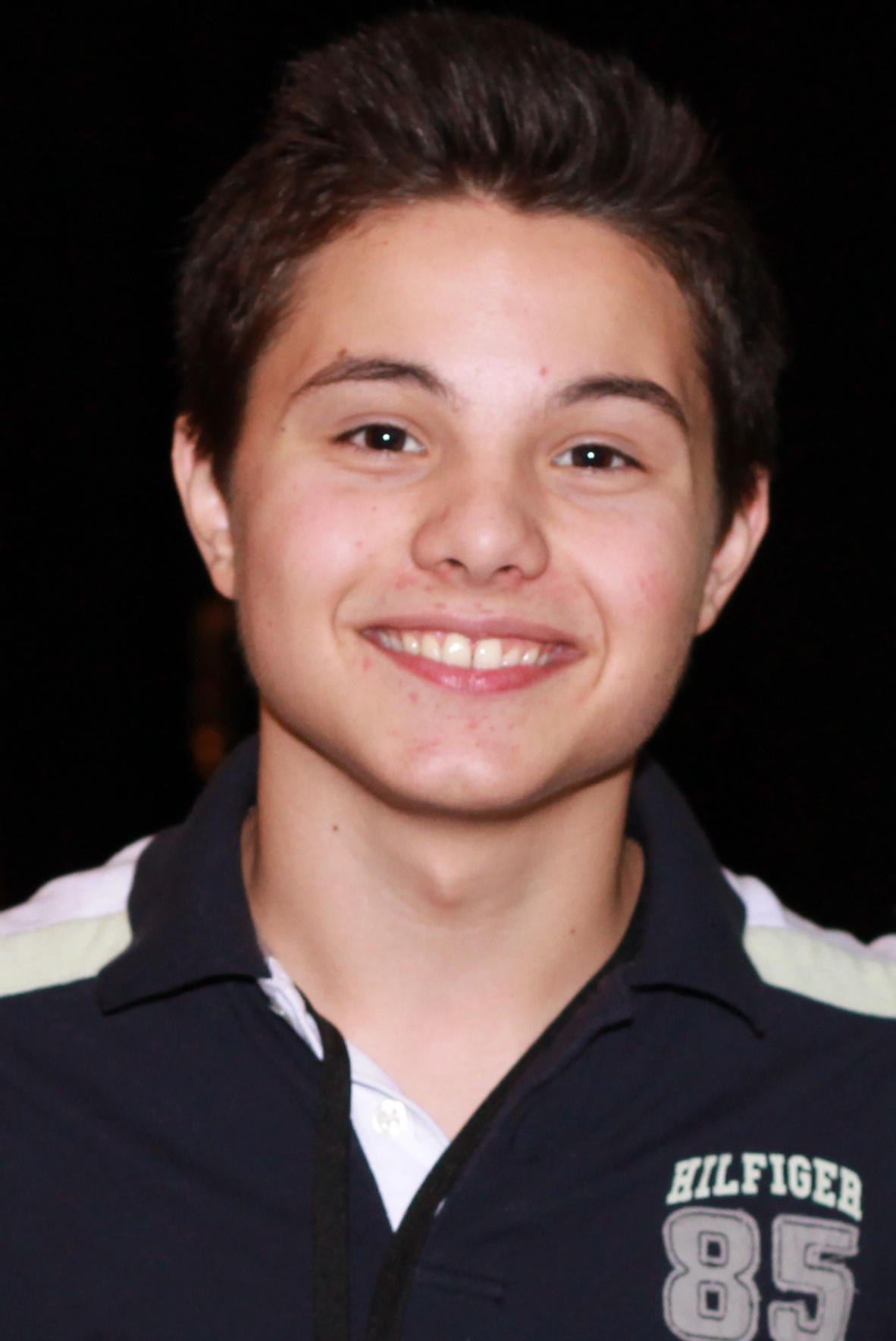
زاك كاليسون (ستيفن)

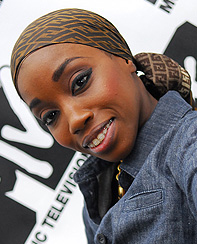
إستيل (غارنت)

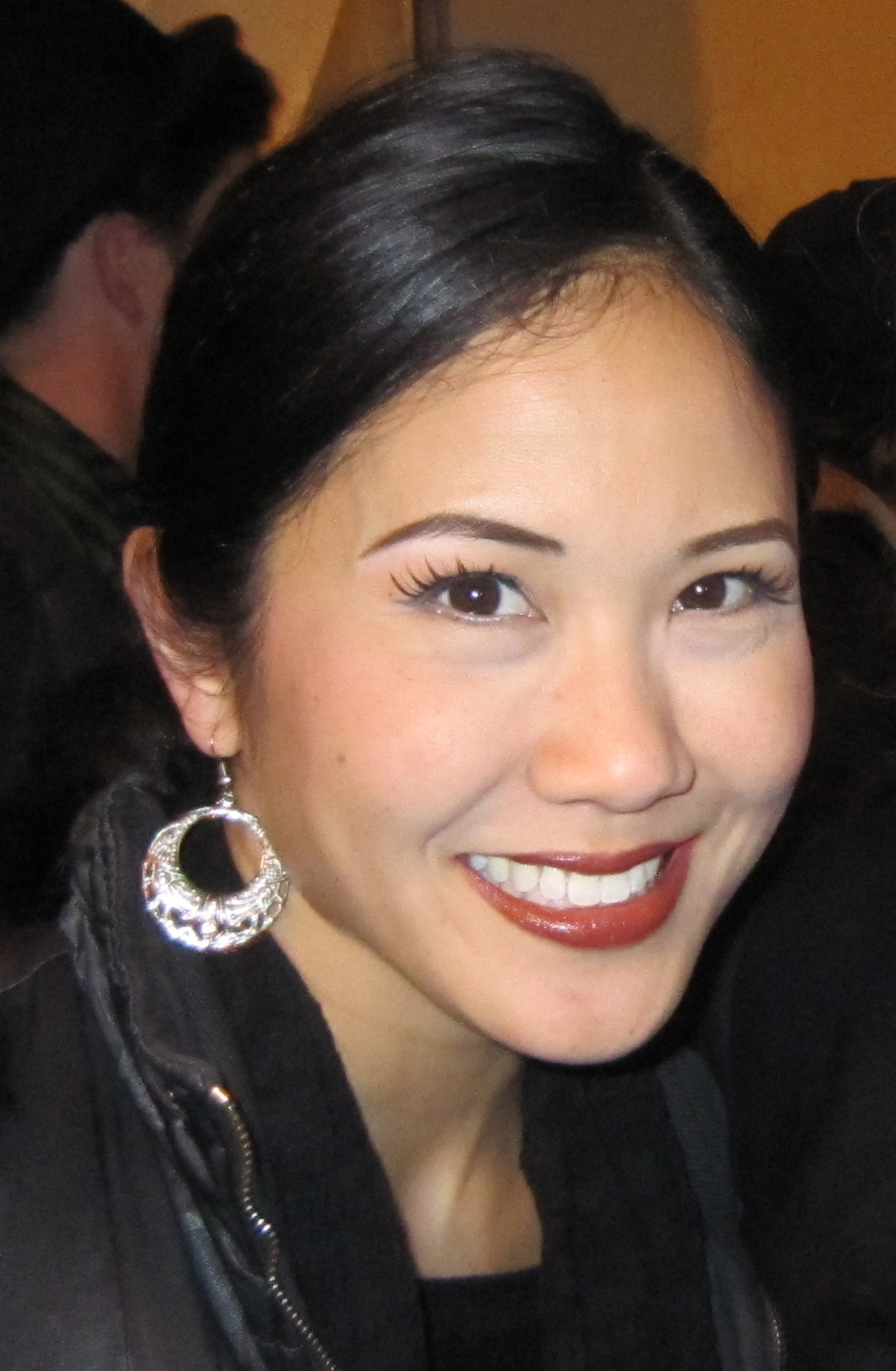
ديدي ماغنو (بيرل)

الممثل الأمريكي ذو ال18 سنة زاك كاليسون، الذي ظهر في مسلسلات وأفلام رسوم متحركة متعددة، صوت ستيفن في دوره الرئيسي الأول في التلفاز. غارنت، قائدة الكريستال جيمز، صوت إستيل، مغنية بريطانية مشهورة وكاتبة أغاني وممثلة. سألتها كرتون نتورك لأخد الجزء، دورها الأول في التمثيل الصوتي.
لزملائها، الممثلة ميكيلا دايتز والممثلة ديدي ماغنو، أدوار أميثيست وبيرل كانت أيضاً أجزائهن الأولى في إنتاج الرسوم المتحركة. الكوميدي والكاتب توم شاربلينغ، الذي مثل صوت غريغ والد ستيفن، غريس لوليك، التي لعبت جزء كوني صديقة ستيفن، التي كان عمرها 16 سنة في بداية المسلسل، وظهرت كممثلة صوت في إنتاجات الرسوم المتحركة منذ عمر خمسة أو ستة.

## الحلقات

### العبور
«قل عمو» حلقة العبور مع العم جدو، بثت في 2 أبريل 2015. تتبع الحلقة العم جدو يساعد ستيفن باستخدام قوى الجيم بعد عجزه عن استدعاء درعه. الحلقة، تعترف العم جدو غير شرعية، تتضمن «ثقب قطعة»، التي يستخمها لتنقل نفسه مع ستيفن إلى عربته والعودة.

## الاستقبال

### الجوائز
| السنة | الجائزة                                          | التصنيف                                                                             | المرشح (المرشحون)                                                                            | النتيجة |
| ----- | ------------------------------------------------ | ----------------------------------------------------------------------------------- | -------------------------------------------------------------------------------------------- | ------- |
| 2013  | جوائز خلف ممثلو الأصوات                          | أفضل أداء صوتي ذكري من قبل طفل                                                      | زاك كاليسون (بدور ستيفن ل"ستيفن البطل")                                                      | فوز     |
| 2014  | جائزة آني                                        | Outstanding Achievement in Character Design in an Animated TV/Broadcast Production  | Danny Hynes and Colin Howard                                                                 | رُشِّح     |
| 2014  | جائزة آني                                        | Outstanding Achievement in Production Design in an Animated TV/Broadcast Production | Steven Sugar, Emily Walus, Sam Bosma, Elle Michalka, and Amanda Winterstein (for "Gem Glow") | رُشِّح     |
| 2014  | جوائز الفنان الصغير                              | أفضل أداء في دور تعليق صوتي - ممثل صغير                                             | زاك كاليسون (بدور ستيفن لستيفن البطل")                                                       | رُشِّح     |
| 2014  | جوائز خلف ممثلو الأصوات                          | أفضل أداء صوتي رئيسي أنثوي في مسلسل تلفزيوني - كوميدي/موسيقي                        | ديدي ناغنو هلا (بدور بيرل ل"ستيفن البطل")                                                    | فوز     |
| 2014  | جوائز خلف ممثلو الأصوات                          | أفضل أداء صوتي رئيسي أنثوي في مسلسل تلفزيوني - كوميدي/موسيقي                        | ميكيلا ديتز (بدور أميثيست ل"ستيفن البطل")                                                    | رُشِّح     |
| 2014  | جوائز خلف ممثلو الأصوات                          | أفضل أداء صوتي أنثوي في مسلسل تلفزيوني في دور داعم - كوميدي/موسيقي                  | كيت ميكوتشي (بدور سيدي ل"ستيفن البطل")                                                       | رُشِّح     |
| 2014  | جوائز خلف ممثلو الأصوات                          | أفضل أداء صوتي أنثوي في مسلسل تلفزيوني في دور ضيف - كوميدي/موسيقي                   | جينيفر باز (بدور لابس لازلي ل"ستيفن البطل")                                                  | فوز     |
| 2014  | جوائز خلف ممثلو الأصوات                          | أفضل أداء صوتي أنثوي في مسلسل تلفزيوني في دور ضيف - كوميدي/موسيقي                   | سوزان إغان (بدور روز كوارتز ل"ستيفن البطل")                                                  | رُشِّح     |
| 2014  | جوائز خلف ممثلو الأصوات                          | أفضل طاقم صوتي في مسلسل تلفزيوني - كوميدي/موسيقي                                    | طاقم تمثيل "ستيفن البطل" (ل"ستيفن البطل")                                                    | فوز     |
| 2015  | حفل توزيع جوائز الإيمي برايم تايم السابع والستون | Short-format Animation ‏                                                             | "Lion 3: Straight to Video"                                                                  | رُشِّح     |
| 2016  | جوائز آني ‏                                       | Best Animated TV/Broadcast Production For Children’s Audience                       | "الهروب من السجن"                                                                            | رُشِّح     |
| 2016  | جوائز آني ‏                                       | Outstanding Achievement, Directing in an Animated TV/Broadcast Production           | Ian Jones-Quartey (ل"الاختبار")                                                              | رُشِّح     |
| 2016  | جوائز آني ‏                                       | Outstanding Achievement, Storyboarding in an Animated TV/Broadcast Production       | جو جونستون وجيف لو وريبيكا شوغر (ل"الهروب من السجن")                                         | رُشِّح     |
| 2016  | جائزة اختيار أطفال نكلوديون                      | الكرتون المفضل                                                                      | ستيفن البطل                                                                                  | رُشِّح     |
| 2016  | جائزة اختيار المراهقين 2016                      | اختيار مسلسل الرسوم المتحركة                                                        | ستيفن البطل                                                                                  | رُشِّح     |
| 2016  | جوائز الإيمي برايم تايم                          | Short-format Animation ‏                                                             | "الجواب"                                                                                     | رُشِّح     |

## الأصوات العربية
الأصوات:-
- سيلينا شويري - ستيفن يونيفرس
- ريم الصعيدي - بيرل، ساردونكس
- سيلفانا فلفلة - غارنت، سيدي (الصوت الأول)، كيكي، دكتورة ماهيسواران (الصوت الأول)، جاسبر (الصوت الأول)، بيدي، أليكساندرايت
- رنا الرفاعي - أميثيست، ناليفوا
- سعد حمدان - غريغ يونيفرس، لارس، رونالدرو فرايمان، سوى كريم، أسد، يلو تايل
- فادي الرفاعي - سيد فرايمان (الصوت الأول)، بيدي (الصوت الأول)، جيمي، سيد سمايلي، العمدة ديوي، دوغ ماهيسواران، كوفي بيتزا، أسد، السيد غاس
- ندى الحاج - بيريدوت، كوني ماهيسواران، جيني بيتزا، لابس لازولي، روز كوارتز، ستيفوني
- جيهان الملا - روبي (الصوت الأول)
- ريتشارد ياني - باك ديوي، كيفن، جيمي (الصوت الثاني)
- زينة ضاهر - سافاير (الصوت الثاني)
- جمانة الزنجي - سيدي (الصوت الثاني)، جاسبر (الصوت الثاني)
- ألين سعادة - روبي (الصوت الثاني)، فيداليا
- ميرنا الحسيني - دكتورة ماهيسواران (الصوت الثاني)
- رالين داغر - سافاير (الصوت الأول)
- جورج طويل - العم جدو، بيدي، فرايمان
- إبراهيم ماضي - بيدي، سيد فرايمان

## وصلات خارجية
- ستيفن البطل على موقع IMDb (الإنجليزية)
- ستيفن البطل على موقع روتن توميتوز (الإنجليزية)
- ستيفن البطل على موقع نتفليكس (الإنجليزية)
- ستيفن البطل على موقع فيلمافينيتي (الإسبانية)
- ستيفن البطل على موقع كينوبويسك (الروسية)
- ستيفن البطل على موقع ألو سيني (الفرنسية)
- ستيفن البطل على موقع ميوزك برينز (الإنجليزية)
- ستيفن البطل على موقع قاعدة بيانات الفيلم (الإنجليزية)
- ستيفن البطل في قاعدة بيانات الرسوم المتحركة الكبيرة